# Country-Musik 1979
Die Liste bietet eine Übersicht über das Jahr 1979 im Genre Country-Musik.

## Top Hits des Jahres

### Nummer-1-Hits
Die folgende Liste umfasst die Nummer-eins-Hits der Billboard Hot Country Songs des US-amerikanischen Musikmagazines Billboard chronologisch nach Wochenplatzierung.
- 5. Januar – Coward of the County – Kenny Rogers
- 6. Januar – Tulsa Time – Don Williams
- 13. Januar – Lady Lay Down – John Conlee
- 20. Januar – I Really Got the Feeling – Dolly Parton
- 27. Januar – Why Have You Left the One You Left Me For – Crystal Gayle
- 10. Februar – Every Which Way But Loose – Eddie Rabbitt
- 3. März – Golden Tears – Dave & Sugar
- 24. März – I Just Fall in Love Again – Anne Murray
- 14. April – (If Loving You is Wrong) I Don't Want to be Right – Barbara Mandrell
- 21. April – All I Ever Need is You – Kenny Rogers und Dottie West
- 28. April – Where Do I Put Her Memory – Charley Pride
- 5. Mai – Backside of Thirty – John Conlee
- 12. Mai – Don't Take it Away – Conway Twitty
- 19. Mai – If I Said You Had a Beautiful Body Would You Hold it Against Me – Bellamy Brothers
- 9. Juni – She Believes in Me – Kenny Rogers
- 23. Juni – Nobody Likes Sad Songs – Ronnie Milsap
- 30. Juni – Amanda – Waylon Jennings
- 21. Juli – Shadows in the Moonlight – Anne Murray
- 28. Juli – You're the Only One – Dolly Parton
- 11. August – Suspicions – Eddie Rabbitt
- 18. August – Coca Cola Cowboy – Mel Tillis
- 25. August – The Devil Went Down to Georgia – The Charlie Daniels Band
- 1. September – Heartbreak Hotel – Willie Nelson und Leon Russell
- 8. September – I May Never Get to Heaven – Conway Twitty
- 15. September – You're My Jamaica – Charley Pride
- 22. September – Just Good Ol' Boys – Moe Bandy und Joe Stampley
- 29. September – It Must Be Love – Don Williams
- 6. Oktober – Last Cheater's Waltz – T.G. Sheppard
- 20. Oktober – All the Gold in California – Larry Gatlin & The Gatlin Brothers
- 3. November – You Decorated My Life – Kenny Rogers
- 17. November – Come With Me – Waylon Jennings
- 1. Dezember – Broken Hearted Me – Anne Murray
- 8. Dezember – I Cheated Me Right Out of You – Moe Bandy
- 15. Dezember – Happy Birthday Darlin‘ – Conway Twitty

### Weitere Hits
- Back on My Mind Again – Ronnie Milsap
- Barstool Mountain – Moe Bandy
- Before My Time – John Conlee
- Blind in Love – Mel Tillis
- Blue Kentucky Girl – Emmylou Harris
- Come On In – Oak Ridge Boys
- Crazy Blue Eyes – Lacy J. Dalton
- Do You Ever Fool Around – Joe Stampley
- Don't Let Me Cross Over – Jim Reeves und Deborah Allen
- Down on the Rio Grande – Johnny Rodriguez
- Dream On – Oak Ridge Boys
- Everlasting Love – Narvel Felts
- Family Tradition – Hank Williams Jr.
- Farewell Party – Gene Watson
- Fooled by a Feeling – Barbara Mandrell
- Fools – Jim Ed Brown and Helen Cornelius
- (Ghost) Riders in the Sky – Johnny Cash
- Half the Way – Crystal Gayle
- Happy Together – T.G. Sheppard
- Here We Are Again – Statler Brothers
- How to Be a Country Star – Statler Brothers
- I Can't Feel You Anymore – Loretta Lynn
- I Just Can't Stay Married to You – Cristy Lane
- I Wanna Come Over – Alabama
- I'll Love Away Your Troubles For Awhile – Janie Fricke
- I'll Wake You Up When I Get Home – Charlie Rich
- I've Got a Picture of Us on My Mind – Loretta Lynn
- I've Done Enough Dying Today – Larry Gatlin
- If Everyone Had Someone Like You – Eddy Arnold
- If I Could Write a Song (as Beautiful as You) – Billy "Crash" Craddock
- In No Time at All – Ronnie Milsap
- Isn't it Always Love – Lynn Anderson
- It's a Cheating Situation – Moe Bandy
- Just Long Enough to Say Goodbye – Mickey Gilley
- The Lady in the Blue Mercedes – Johnny Duncan
- Lay Down Beside Me – Don Williams
- Lying in Love With You – Jim Ed Brown and Helen Cornelius
- Maybellene – George Jones and Johnny Paycheck
- My Silver Lining – Mickey Gilley
- My World Begins and Ends With You – Dave & Sugar
- No Memories Hangin' Around – Rosanne Cash und Bobby Bare
- No One Else in the World – Tammy Wynette
- Nothing as Original as You – Statler Brothers
- The Official Historian on Shirley Jean Berrell – Statler Brothers
- Pick the Wildwood Flower – Gene Watson
- Play Together Again, Again – Buck Owens und Emmylou Harris
- Red Bandana – Merle Haggard
- Reunited – Louise Mandrell and R. C. Bannon
- Sail Away – Oak Ridge Boys
- Save the Last Dance for Me – Emmylou Harris
- Send Me Down to Tucson – Mel Tillis
- Should I Go Home (Or Should I Go Crazy) – Gene Watson
- Slow Dancing – Johnny Duncan
- Somebody Special – Donna Fargo
- Stay With Me – Dave & Sugar
- Sweet Dreams – Reba McEntire
- Sweet Memories – Willie Nelson
- Sweet Summer Lovin‘ – Dolly Parton
- Tell Me What It's Like – Brenda Lee
- Texas (When I Die) – Tanya Tucker
- They Call it Making Love – Tammy Wynette
- Till I Can Make it on My Own – Kenny Rogers und Dottie West
- Too Far Gone – Emmylou Harris
- When I Dream – Crystal Gayle
- Whiskey Bent and Hell Bound – Hank Williams Jr.
- Whiskey River – Willie Nelson
- You Ain't Just Whistlin' Dixie – Bellamy Brothers
- You Feel Good All Over – T.G. Sheppard
- Your Love Has Taken Me That High – Conway Twitty

## Alben

### Nummer-1-Alben
Die folgende Liste umfasst die Nummer-eins-Hits der Billboard Top Country Albums des US-amerikanischen Musikmagazines Billboard chronologisch nach Wochenplatzierung.
- seit 30. Dezember 1978 –  I've Always Been Crazy – Waylon Jennings
- 6. Januar – Willie Nelson and Family Live – Willie Nelson
- 20. Januar – The Gambler – Kenny Rogers
- 2. Juni – Greatest Hits – Waylon Jennings
- 1. September – Million Mile Reflections – The Charlie Daniels Band
- 10. November – Kenny – Kenny Rogers

## Geboren
- 18. Mai – David Nail
- 19. Mai – Shooter Jennings
- 8. Juni – Lee Brice
- 23. Juli – Jerrod Niemann
- 27. Dezember – Walker Hayes

## Gestorben
- 8. Januar – Sara Carter
- 19. Februar – Carl T. Sprague
- 11. Mai – Lester Flatt
- 29. November – Ray Smith
- 29. November – Jimmie Tarlton

## Neue Mitglieder der Hall of Fames
Country Music Hall of Fame
- Hubert Long
- Hank Snow

Nashville Songwriters Hall of Fame
- Thomas A. Dorsey
- Louvin Brothers
  - Charles Louvin
  - Ira Louvin
- Elsie McWilliams
- Joe South[3]

## Die wichtigsten Auszeichnungen

### Grammy Awards
- Best Female Country Vocal Performance – Dolly Parton – Here You Come Again
- Best Male Country Vocal Performance – Willie Nelson – Georgia On My Mind
- Best Country Performance By A Duo Or Group – Waylon Jennings & Willie Nelson – Mamas Don't Let Your Babies Grow Up To Be Cowboys
- Best Country Instrumental Performance – Asleep At The Wheel – One O’Clock Jump
- Best Country Song – Don Schlitz – The Gambler – Kenny Rogers[4]

### Academy of Country Music Awards
- Entertainer Of The Year – Kenny Rogers
- Song Of The Year – You Needed Me – Anne Murray – Randy Goodrum
- Single Of The Year – Tulsa Time – Don Williams
- Album Of The Year – Y'all Come Back Saloon – Oak Ridge Boys
- Top Male Vocalist – Kenny Rogers
- Top Female Vocalist – Barbara Mandrell
- Top Vocal Group – Oak Ridge Boys
- Top New Male Vocalist – John Conlee
- Top New Female Vocalist – Christy Lane

### Country Music Association Awards
- Entertainer of the Year – Willie Nelson
- Song Of The Year – The Gambler – Kenny Rogers – Autor: Don Schlitz
- Single Of The Year – The Devil Went Down To Georgia – Charlie Daniels Band
- Album Of The Year – The Gambler – Kenny Rogers
- Male Vocalist Of The Year – Kenny Rogers
- Female Vocalist Of The Year – Barbara Mandrell
- Vocal Duo Of The Year – Kenny Rogers / Dottie West
- Vocal Group Of The Year – Statler Brothers
- Instrumentalist Of The Year – Charlie Daniels
- Instrumental Group Of The Year – Charlie Daniels Band

### American Music Awards
- Favorite Country Male Artist – Kenny Rogers
- Favorite Country Female Artist – Crystal Gayle
- Favorite Country Band/Duo/Group – The Statler Brothers
- Favorite Country Album – Ten Years of Gold – Kenny Rogers
- Favorite Country Song – Blue Bayou – Linda Ronstadt